# 左利きの妻
『左利きの妻』（朝鮮語: 왼손잡이 아내）は2019年の韓国のテレビドラマ。2019年1月2日から5月31日にかけてKBSで放送された。

## 概要
新婚間もなく事故で夫が行方不明となり5年の歳月をかけて探し続ける妻、夫は事故で記憶を失い同じ養護施設出身の女によってその恋人である財閥御曹司と同じ顔を整形をさせられ、憎悪と怨念が絡み合うドラマである。

## 出演
オ・サナ：イ・スギョン

イ・スホ/パク・ドギュン：キム・ジヌ

チャン・エスター：ハ・ヨンジュ

キム・ナムジュン：チン・テヒョン

チョ・エラ：イ・スンヨン

## スタッフ
- 演出：キム・ミョンウク
- 脚本：ムン・ウナ

## 日本での放送
日本での放送は、2019年3月5日にCSチャンネルKBS Worldにて1話と2話を先行放送、同年4月3日に同チャンネルにて本放送された。
放送チャンネルによって、話数がオリジナルの話数と異なる。
- KBS World：2019年4月3日[4] - 2019年9月26日[5]（毎週水・木  22時05分 - 23時20分）※二話連続放送、2019年9月26日は一話放送
  - 同上：2019年4月7日[6] - 2019年9月29日[7]（毎週日 8時10分 - 10時45分）※再放送、4話連続放送。2019年9月29日は3話放送
  - 同上：2019年4月8日[8] - 2019年10月1日[9]（毎週月・火 15時15分 - 16時30分）※再放送、二話連続放送。2019年10月1日は一話放送
  - 同上：2022年7月11日[10] - 2022年11月30日[11]（毎週月〜金 8時55分 - 9時45分）※再放送
- フジテレビTWO：2020年5月19日 - 2020年7月29日（毎週月〜金 14時00分 - 15時20分）※二話連続放送。2020年7月29日は一話放送
- BSテレ東：2020年7月24日 - 2020年11月10日（毎週月～金 15時54分 - 17時00分）※75話版で放送
  - 同上：2021年5月5日 - 2021年8月18日（毎週月〜金 8時53分 - 9時54分）※再放送

## 受賞
パク・ドギュン役を務めたキム・ジヌが、2019年のKBS演技大賞毎日ドラマ部門で優秀賞を受賞した。